# جزیره‌های روباه (آلاسکا)
جزیره‌های روباه (به انگلیسی: Fox Islands) مجموعه جزیره‌هایی هستند که در شرق ایالت آلاسکا، واقع در کشور ایالات متحده آمریکا، قرار دارند.

## اکتشاف
اروپایی‌ها برای اولین بار در سال ۱۷۴۱ پا به این جزیره‌ها گذاشتند. این در حالی به وقوع پیوست که یک دریانورد دانمارکی به نام ویتوس برینگ، استخدام شده بوسیلهٔ نیروی دریایی روسیه، در جستجوی پوستین حیوانات برای تاجران روسی بود.
جزیره‌های روباه، ترجمهٔ انگلیسی نامیست که مکتشفان و تاجران روسی در قرن هجدهم به این جزیره‌ها داده بودند.